# Abdylas Maldibajev
Abdylas Maldibajev (1906. – 1978.) kirgistanski je skladatelj, glumac i operni pjevač. Bio je među najcjenjenijim skladateljima SSSR-a 20. stoljeća. U njegovu čast kirgistanska valuta som ima njegovu sliku na novčanici.